# Немул
Немул или Намул (на корейски: 내물 이사금 или 奈勿尼師今 или на корейски: 내물 마립간 или 奈勿麻立干), управлявал от 356 до 402 г. е 17-ият владетел на Сила, едно от трите корейски царства на Корейския полуостров, племенник на 13-ия владетел Мичху (262 – 284 г.), както и негов зет, женен за дъщеря му Бобан.
Данните за Немул са оскъдни, но е споменат в две хроники – „Самгук саги“ (на корейски: 삼국사기 или 三國史記, буквално: Хроника на трите царства) и „Самгук юса“ (на корейски: 삼국유사 или 三國遺事, буквално: История на трите царства). Двете представляват сборници с истории и легенди, събирани от будистки монаси.
Той произхожда от рода Ким и е племенник на Мичху, който управлява от 262 до 284 г. След смъртта на Ван Хилхе, който не оставя наследници, Немул го наследява и създава наследствена монархия в държавата, като премахва старата система, където представители на основните кланове се редуват да управляват. Оттук нататък кланът Ким е установен на трона на Сила, заемайки го пет века и половина. Окончателно монополизирайки престола в името на своя клан, той приема новата титла „Марипкан“ („главният владетел“), която носи класов цвят, коренно различен от предишните старейшини и водачи. Етимологично думата „Марипкан“ произлиза от думите „мари“ (глава) или „мару“ (кула, издигнато място, веранда), придавайки на титлата възвишено значение. А „хан“ или „кан“ на старокорейски означава „владетел“ или „велик“.
По-късното царуване на Немул е обезпокоено от повтарящи се нахлувания от страна на Япония и северните племена мохе. Това започва с мащабно японско нахлуване през 364 г., което е отблъснато с големи загуби. През 373 г. той разгромява войските на Пекче. През 395 г. отблъсква нападението на мохе. През 397 г. поради дълга суша настъпва глад. Немул заповядва да се отменят налозите и данъците на населението на Сила за една година. Той е и първият цар, който се появява по име в китайските хроники. Изглежда, че през неговия период има голямо нахлуване на китайска култура и че по негово време започва широкото използване на китайските знаци.
Немул царува 46 години, което по това време е изключително дълъг срок, тъй като дори средната продължителност на живота е по-малка. Той е погребан в Кенджу, гробница 188, която може да се посети и днес.